# Park Miejski w Krzeszowicach
Park Miejski w Krzeszowicach – XIX-wieczny park Potockich położony w zachodniej części Krzeszowic, w pobliżu ulicy Ogrodowej na terenie parku stoi pałac Potockich oraz tzw. Stary Pałac.

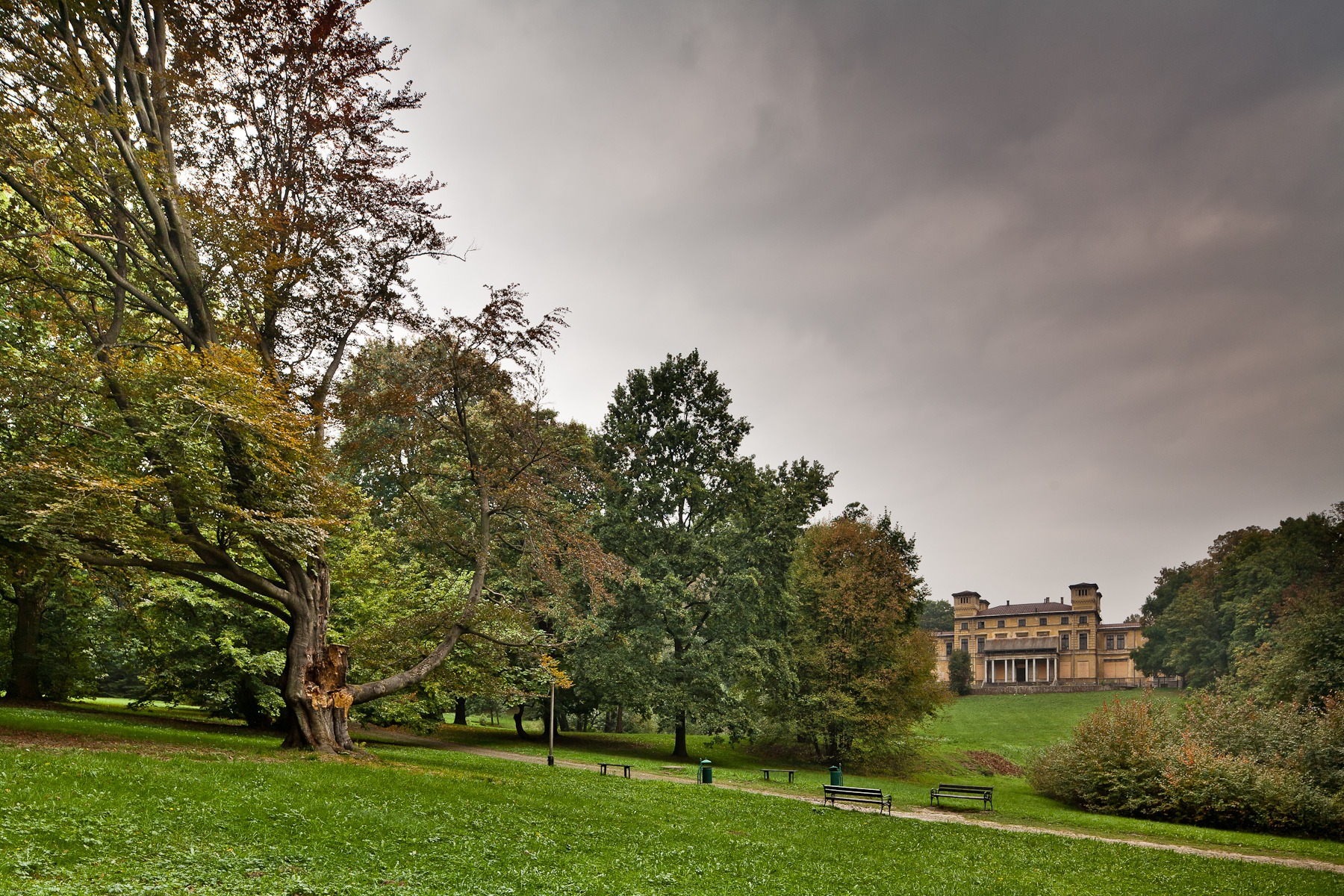
Park w tle pałac Potockich w Krzeszowicach

Park założony przez Adama Potockiego w 1849, z cechami typowego parku angielskiego, zaplanowany tak by z okna pałacu można było widać zamek Tenczyn. Zajmuje teren 12,43 ha. Stanowi bogate arboretum, rośnie w nim ponad 1500 drzew różnych gatunków pochodzenia krajowego i egzotycznego, w tym kilkadziesiąt szpilkowych. Główny akcent parkowi nadają dwie wydłużone polany widokowe, opadające łagodnie ze stoków wzgórza. Na jego terenie znajduje się 25 pomników przyrody z datą powołania 9 listopada 1967 (3 buki zwyczajne, 2 jesion wyniosły, 4 lipy wielkolistne, 2 topole czarne, miłorząb japoński, dąb szypułkowy, 5 platanów klonolistnych, klon polny, jarząb Mougeota, leszczyna pośrednia, tulipanowiec amerykański, dąb błotny i lipa drobnolistna). 
Na terenie parku znajduje się obszar Krzeszowice (Natura 2000), jako projektowany specjalny obszar ochrony siedlisk, aktualnie obszar mający znaczenie dla Wspólnoty o powierzchni 39,8 ha. Utworzony został w celu ochrony kolonii rozrodczej nietoperzy (nocka orzęsionego) zlokalizowanej na terenie pobliskiego kościoła św. Marcina i okolicznych miejsca żerowania (Park Miejski, Aleja Spacerowa). Jest to kluczowa kolonia rozrodcza nocka orzęsionego – druga pod względem liczebności tego nietoperza w Polsce.
Park został wpisany do rejestru zabytków nieruchomych województwa małopolskiego.